# トランス・アラル鉄道
トランス・アラル鉄道（英語:Trans-Aral Railway）は、キネリとタシュケントを結ぶ鉄道。タシュケント鉄道（ロシア語:Ташкентская железная дорога）とも呼ばれる。周辺地域をロシア帝国が治めていた1906年に完成し、20世紀初頭の段階では、中央アジアとヨーロッパ・ロシアを結ぶ唯一の鉄道であった。軌間はロシア式の広軌で1520mm。

## 歴史

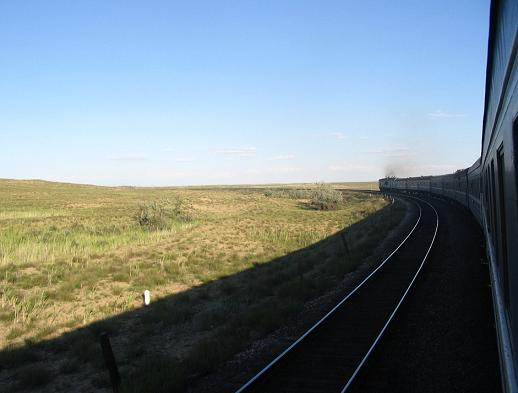
トランス・アラル鉄道の車窓風景。沿線の大半がカザフスタンのステップ地帯である。

ヨーロッパロシアと中央アジアを結ぶ鉄道の構想は1874年に持ち上がったが、建設が始まったのは1900年秋からである。工事は双方から同時に開始された。開通は1906年1月、カスピ海横断鉄道とも繋がった。
ロシア革命後のロシア内戦時には、オレンブルク・コサック軍アタマンのA・I・ドゥートフ将軍に率いられた白軍派コサックが沿線を支配した。内戦で産業活動が停止し、また交通も途絶えたことからトルキスタン総督府管区は深刻な飢饉に陥った。トランス・アラル鉄道が機能しなくなったことから、タシュケントのソヴィエトはモスクワとの連絡が途絶え、ボリシェヴィキが奪還すると報復的大虐殺（死者5,000人から14,000人）が発生した。
沿線は、アラル、クズロルダ、テュルキスタンなどカザフスタンの都市を経てタシュケントに至る。タシュケント北方のアルスでアルマトイや東カザフスタン、南シベリアに向かうトルキスタン・シベリア鉄道と接続している。

## 主要駅
- 005/006列車（ウズベキスタン号、モスクワ - タシケント）停車駅[1]を掲載

サマーラ - キネリ - オレンブルク - イレツク - (ロシア・カザフスタン国境) - ジャイサン - アクトベ - カンディアガシュ - ジェム - シャルカル - サクサウルスカヤ - アラル - カザリンスク - バイコヌール （チュラタム） - ジョサリ - クズロルダ - チーリ - ジャナコルガン（ヤニ・クルガン） - テュルキスタン - ティムール - アルス - サリアガシュ - (カザフスタン・ウズベキスタン国境) - ケレス - タシュケント